# Figarola di Dragogna
Figarola di Dragogna (in sloveno Fijeroga) è una frazione di 27 abitanti del comune sloveno di Capodistria, la città principale dell'Istria settentrionale.
Da Paugnano, verso sud, una stradina scende a valle e raggiunge lo sterrato che costeggia la sponda destra del fiume Dragogna, dal paese di Dragogna fino a Babici (Babiči), congiungendosi alla strada che corre sul crinale dei monti Savrini. A metà di questa stradina che parte da Paugnano, a quota 313 m si trova il villaggio agricolo di Figaròla.
Le case contadine, in pietra arenaria, sono costruite in posizione preminente, in cima ad un promontorio perpendicolare al torrente Pignovazzo o Dragogna Piccolo, formatosi dalle erosioni dovute alle acque del rio azanari, che gli Sloveni chiamano Zedeka ed il rio Bèverza il cui nome deriva dal verbo bere, che in istriano si dice bèver. Il nome Figaròla è derivato da "ficus" pianta dai frutti squisiti e che qui cresce abbondantemente.
Le vicine frazioni di Dilizze (Dilici) e Zupanci (Župančiči), i cui nomi derivano dai cognomi degli abitanti, sono, come Figaròla, paesi agricoli composti da poche case in pietra nuda, raggruppate, la cui popolazione contadina coltiva la fertile ed ubertosa terra marnosa a terrazze. A Zupanci, su un muro vicino all'angolo formato dal torrente Pignovaz con il fiume Dragogna, fu trovato un plinto in arenaria di epoca romana con inciso il nome di (S)ex Pedani(us)f.Seneca, ora custodito nel museo di Capodistria.
Tutt'attorno si vedono vigneti contornati da alberi da frutta ed olivi, mentre le pendici più ripide del promontorio sono coperte da boschetti. Nella pace più assoluta, si ammira la bella val Dragogna in tutta la sua lunghezza e pure il paese di Laura che si prospetta alto, di fronte.
L'antico paese fu donato ai patriarchi d'Aquileia nel 1028 dall'imperatore Corrado II. Questi poi lo cedettero, probabilmente nel XIII secolo, ai Duinati che possedevano, allora, la signoria di Momiano. Nel 1488 il vicario generale di Capodistria investì, nell'assenza del vescovo Giacomo Valaresso, Ser Francesco del fu Ottonello de Vida delle decime del feudo di Figarola.
Pure Figarola non passò indenne i vari conflitti fra le potenze presenti in Istria. Nel 1615, durante la guerra degli Uscocchi, Figarola fu data alle fiamme, dopo che furono uccisi i suoi abitanti.